# Radikalische Substitution
Die radikalische Substitution (kurz SR) ist ein Reaktionstyp der organischen Chemie, bei dem an einem sp3-substituierten Kohlenstoffatom ein Wasserstoffatom ersetzt wird, häufig durch Halogen- oder Sauerstoff-Atome (z. B. bei der Autoxidation). Die Reaktion verläuft als Radikalkettenreaktion über drei Reaktionsschritte:
1. Startreaktion (Radikalbildung)
2. Kettenfortpflanzung (auch Kettenreaktion genannt)
3. Kettenabbruch (durch Rekombination)

Die radikalische Substitution erfolgt nur dann, wenn Radikale gebildet werden können. Dazu muss eine homolytische Spaltung einer kovalenten Bindung erfolgen, z. B. bei Brom durch UV-Licht, oder durch Wärme bei Benzoylperoxid oder Azobis(isobutyronitril) (AIBN). Die gebildeten Startradikale nehmen entweder selbst an der Kettenfortpflanzung teil (Brom) oder übertragen ihre Radikalfunktion an die Reaktionspartner.

## Beschreibung der Reaktionsschritte am Beispiel einer Halogenierung

### Startreaktion (Initiation)
Bei der Startreaktion wird das Halogenmolekül X2 in zwei Radikale gespalten (homolytische Spaltung):
{\displaystyle \mathrm {X_{2}\longrightarrow 2\ X{\cdot }} }
Bei Raumtemperatur führt diese homolytische Spaltung für das Halogen Fluor zu einem sehr heftigen und schnellen Reaktionsverlauf der Gesamtreaktion, die Halogene Chlor oder Brom reagieren dagegen nur dann, wenn das Reaktionsgemisch belichtet wird (Photochlorierung). Eine Spaltung von Iod ist bei Raumtemperatur nicht möglich.

### Folgereaktion (Propagation, Kettenfortpflanzung)
In der Folgereaktion reagiert das Halogenradikal (X•) mit dem Kohlenwasserstoff (R–H) zum Halogenwasserstoff (H–X), zugleich entsteht dabei ein Alkylradikal (R•):
{\displaystyle \mathrm {X{\cdot }+R{-}H\longrightarrow H{-}X+R{\cdot }} }
Das Alkylradikal greift nun ein weiteres Halogenmolekül an und spaltet es homolytisch. Das Alkylradikal bindet ein Halogenatom über eine Kohlenstoff-Halogenbindung, es entsteht ein Halogenalkan und ein erneutes Halogenradikal, das die Kettenreaktion fortsetzt:
{\displaystyle \mathrm {R{\cdot }+X_{2}\longrightarrow R{-}X+X{\cdot }} }

### Abbruchreaktion (Termination)
Treffen zwei Radikale aufeinander, können sie unter Ausbildung einer kovalenten Bindung rekombinieren. Damit endet in jedem Fall die Kettenreaktion, außerdem können unerwünschte Nebenprodukte entstehen:
{\displaystyle \mathrm {R{\cdot }+X{\cdot }\longrightarrow R{-}X} }
{\displaystyle \mathrm {2\ R{\cdot }\longrightarrow R{-}R} }
{\displaystyle \mathrm {2\ X{\cdot }\longrightarrow X_{2}} }

## Beispiele
Größte praktische Bedeutung besitzt die radikalische Substitution bei mechanistischer Betrachtung von Verbrennungsvorgängen von Alkanen, z. B. von Methan. Gemische von Methan und Luftsauerstoff sind kinetisch stabil, aber hochreaktiv, wenn freie Radikale R• zugegen sind. Letztere reagieren mit Sauerstoff (genauer, dem Diradikal •O–O•) und lösen eine Kettenreaktion aus, die als Verbrennung bekannt ist. Dabei wird der Brennstoff (z. B. Methan) durch eine Zündungsreaktion (Streichholz, elektrischer Funke o. ä.) in Gang gesetzt. Bei dieser Startreaktion wird durch ein freies Radikal R• eine C–H-Bindung des CH4-Moleküls gespalten unter Bildung eines Methyl-Radikals (•CH3). Die Folgeschritte der Verbrennungsreaktion von Methan sind weitaus komplexer, zum Schluss bilden sich die Reaktionsprodukte Kohlenstoffdioxid und Wasser.
| Reaktionsgleichung                                                              | Name und Reaktionspartner |
| ------------------------------------------------------------------------------- | --- |
| {\displaystyle \mathrm {R{-}H+Y{-}Y\longrightarrow R{-}Y+H{-}Y} }               | Halogenierung mit molekularen Halogenen Y=F, Cl, Br |
| {\displaystyle \mathrm {R{-}H+Cl{-}Z\longrightarrow R{-}Cl+H{-}Z} }             | Chlorierung mit N-Chloraminen, N-Chlorsuccinimid, Sulfurylchlorid, Phosphorpentachlorid, Phosgen, tert-Butylhypochlorit, Tetrachlormethan                   |
| {\displaystyle \mathrm {R{-}H+Br{-}Z\longrightarrow R{-}Br+H{-}Z} }             | Bromierung mit N-Bromsuccinimid, tert-Butylhypobromit, Bromtrichlormethan                                                                                   |
| {\displaystyle \mathrm {R{-}H+\cdot O{-}O\cdot \longrightarrow R{-}O{-}O{-}H} } | Peroxygenierung (und Autoxidation) mit diradikalischem Sauerstoff                                                                                           |
| {\displaystyle \mathrm {R{-}H+SO_{2}+Cl_{2}\longrightarrow R{-}SO_{2}Cl+HCl} }  | Sulfochlorierung |
| {\displaystyle \mathrm {R{-}H+2\ SO_{2}+O_{2}\longrightarrow 2\ R{-}SO_{3}H} }  | Sulfoxidation |
| {\displaystyle \mathrm {R{-}H+NO_{2}{-}Z\longrightarrow R{-}NO_{2}+H{-}Z} }     | Nitrierung; Z = –OH, –NO2 |
| {\displaystyle \mathrm {R{-}X+H-MRa\longrightarrow R{-}H+X{-}MRa} }             | Reduktion von Halogenverbindungen, Sulfonsäureestern und Dithiokohlensäureestern mit Trialkylstannanen und -silanen; X = –Hal, –OSO2R′, –OCS2R′; M = Sn, Si |

## Regioselektivität und Reaktionsgeschwindigkeit
Je länger ein Radikal existiert, desto wahrscheinlicher ist es, dass es in dieser Zeit mit einem Halogenmolekül abreagiert. Somit wird durch eine vergrößerte Stabilität eines Radikals auch seine Reaktivität erhöht. Die Regeln zur Stabilität von Radikalen gelten analog denen zur Stabilität von Carbokationen. So steigt die Stabilität von primären über sekundäre zu tertiären C-Radikalen. Außerdem wirken sich auch hier mesomere Grenzstrukturen, also der mesomere Effekt aus.
Gleichzeitig hängt die Reaktivität auch von der Wahrscheinlichkeit der Entstehung des Radikals ab, also von der Wahrscheinlichkeit der Abspaltung des Wasserstoffatomes, was in der Dissoziationsenthalpie zum Ausdruck kommt.
Allgemein gilt außerdem, dass sich die Selektivität der Reaktion erhöht, wenn die Reaktivität sinkt. Somit ist beispielsweise die radikalische Bromierung selektiver als die radikalische Chlorierung.

## Radikalische Substitution am Aromaten (SAr)
Die radikalische Substitution führt bei Aromaten zur Reaktion an der Seitenkette, da ein Radikal in Benzylstellung besonders stabilisiert ist, im Gegensatz zu einem Arylradikal, das energetisch besonders ungünstig ist.
Bei der Reaktion von Toluol mit Brom bindet das Bromradikal an den Alkylrest. Ein weiteres Beispiel ist die Gomberg-Bachmann-Reaktion.
Sind die Reaktionsbedingungen anders (Dunkelheit, niedrige Temperaturen oder Anwesenheit eines Katalysators) findet eine elektrophile Substitution statt.
Merksätze dazu:

SSS-Regel – Strahlung / Sonne, Siedehitze, Seitenkette

KKK-Regel – Kälte, Katalysator, Kern